# Anton Hye
Anton Hye (* 8. Oktober 1761 in Aspern; † 19. September 1831 in Wien) war ein österreichischer römisch-katholischer Geistlicher, Pädagoge und Autor.

## Leben
Anton Hye studierte an der Universität Wien und wurde 1785 zum Priester geweiht. Im gleichen Jahr wurde er in Wien Direktor der Zoller’schen Hauptschule und 1788 Katechet und Professor der Katechetik an der Normalhauptschule bei St. Anna.
1796 wurde er zum Pfarrer von Hadres in Niederösterreich im Viertel unter dem Manhartsberg (V. U. M. B.) ernannt. 1807 wurde er Dechant und Schuldistriktaufseher an der Pulkau und 1815 Ehrendomherr bei St. Stephan in Wien. Aufgrund der schlechten klimatischen Bedingungen war er 1829 von seiner Dechantei nach Wien umgezogen, allerdings gelang es ihm nicht mehr, seine Gesundheit wiederherzustellen.

## Schriften (Auswahl)
- Religionsunterricht für die erwachsene Jugend der christ-katholischen Kirche und für alle, die ihre in der ersten Jugend erhaltenen Religionskenntnisse zu erweitern und fester zu begründen haben. Wien: k. k. Schulbücher-Verschleiß bey St. Anna in der Johannis-Gasse, 1812. Volltext online.
- Bildliche Darstellungen des alten und neuen Testamentes. Wien 1817.
- Methodenbuch oder ausführliche Anweisung: alle in der politischen Verfassung der deutschen Schulen in den kaiserl. königl. deutschen Erbstaaten enthaltenen, den Unterricht und Lehrstand betreffenden Anordnungen zu erfüllen. Wien: St. Anna, 1817.
- Religionsunterricht für christkatholische Braut- und Eheleute: zu Behufe bey ihrer Prüfung vor der Trauung und zum Nachlesen im Ehestande. Wien: Im Verlage by Anton Pichler, 1818.
- Auszug des Methodenbuches oder der ausführlichen Anweisung, alle in der politischen Verfassung der deutschen Schulen in den kaiserl[ich] königl[ichen] Staaten enthaltenen, den Unterricht und Lehrstand betreffenden Anordnungen zu erfüllen: ein nützliches Handbuch für Präparanden zum Lehramte in gemeinen Schulen, für Lehrer in denselben und in den unteren Classen höherer Lehranstalten und für Lehrerinnen in Mädchenschulen. Wien: k. k. Schulbücher-Verschleiß 1820, Volltext online.
- Abendandachten auf alle Sonn- und Feiertage des Jahres, mit Erzählungen aus dem alten und neuen Testamente. Wien 1821. Band 1/2 online, Band 2/2 online.
- Verkündbuch oder Inhalt alles dessen, was während des Kirchenjahres von der Kanzel zu verkünden ist, mit kurzen heilsamen Belehrungen. Wien: Franz Wimmer 1821
- Der vieljährige Seelsorger auf dem Lande: in den meisten Verhältnissen seines Amtes lehrend und handelnd dargestellt. Wien: Wimmer, 1831.